# Bodach
Il Bodach (scozzese: "Vecchio Uomo") è uno spirito della mitologia scozzese simile al Bogeyman. Il termine deriva dall'unione della parola bod (pene) al suffisso ach,che unito al termine precedente crea il termine traducibile in qualcuno col pene e che letteralmente significa appunto vecchio uomo.

## Il Bodach nella letteratura
Il Bodach è citato nei libri di Dean Koontz che hanno come protagonista Odd Thomas, l'unico a poter vedere il Bodach. In particolare in Il luogo delle ombre, Nel labirinto delle ombre, Brother Odd e Odd Hours. È descritto come una creatura fatta di ombra che appare nei luoghi in cui sta per verificarsi un disastro.

## Il Bodach al cinema
Nel film The Eye con Jessica Alba appaiono dei Bodach che scortano nell'oltretomba i morti.